# Liste des médaillés olympiques au trampoline
Cet article contient une liste des médaillés olympiques au trampoline.
Le trampoline est devenu un sport olympique aux Jeux olympiques d'été de 2000.

## Hommes
| Édition | Lieu           | Or                         | Argent                     | Bronze                |
| ------- | -------------- | -------------------------- | -------------------------- | --------------------- |
| 2000    | Sydney         | Alexander Moskalenko (RUS) | Ji Wallace (AUS)           | Mathieu Turgeon (CAN) |
| 2004    | Athènes        | Yuri Nikitin (UKR)         | Alexander Moskalenko (RUS) | Henrik Stehlik (GER)  |
| 2008    | Pékin          | Lu Chunlong (CHN)          | Jason Burnett (CAN)        | Dong Dong (CHN)       |
| 2012    | Londres        | Dong Dong (CHN)            | Dmitry Ushakov (RUS)       | Lu Chunlong (CHN)     |
| 2016    | Rio de Janeiro | Uladzislau Hancharou (BLR) | Dong Dong (CHN)            | Gao Lei (CHN)         |
| 2020    | Tokyo          | Ivan Litvinovich (BLR)     | Dong Dong (CHN)            | Dylan Schmidt (NZL)   |
| 2024    | Paris          | Ivan Litvinovich (AIN)     | Wang Zisai (CHN)           | Yan Langyu (CHN)      |

## Femmes
| Édition | Lieu           | Or                        | Argent                        | Bronze                 |
| ------- | -------------- | ------------------------- | ----------------------------- | ---------------------- |
| 2000    | Sydney         | Irina Karavaeva (RUS)     | Oksana Tsyhulyeva (UKR)       | Karen Cockburn (CAN)   |
| 2004    | Athènes        | Anna Dogonadze (GER)      | Karen Cockburn (CAN)          | Huang Shanshan (CHN)   |
| 2008    | Pékin          | He Wenna (CHN)            | Karen Cockburn (CAN)          | Ekaterina Khilko (UZB) |
| 2012    | Londres        | Rosannagh MacLennan (CAN) | Huang Shanshan (CHN)          | He Wenna (CHN)         |
| 2016    | Rio de Janeiro | Rosannagh MacLennan (CAN) | Bryony Page (GBR)             | Li Dan (CHN)           |
| 2020    | Tokyo          | Zhu Xueying (CHN)         | Liu Lingling (CHN)            | Bryony Page (GBR)      |
| 2024    | Paris          | Bryony Page (GBR)         | Viyaleta Bardzilouskaya (AIN) | Sophiane Méthot (CAN)  |